# Браманизам
Браманизам је учење индијске религије (потиче из 600. године п. н. е.) да све потиче од бога и да се све у њега враћа. Брама је главни у тројству у коме су још и Вишну и Шива. Истовјетан је човјеку са Атманом (у преводу душа) - истовјетност се изражава кроз "велику ријеч": tat twam asi - то си ти. Броји преко 200 милиона (чак и више) вјерника.